# Pena Que Ela Seja Uma Puta
Pena Que Ela Seja Uma Puta (título original: Tis Pity She's a Whore) é uma tragédia escrita por John Ford.  A peça foi publicada pela primeira vez em 1633, Nicholas Okes para o livreiro Richard Collins. Ford dedicou a peça a John Mordaunt, 1.º Conde de Peterborough e Barão de Turvey.

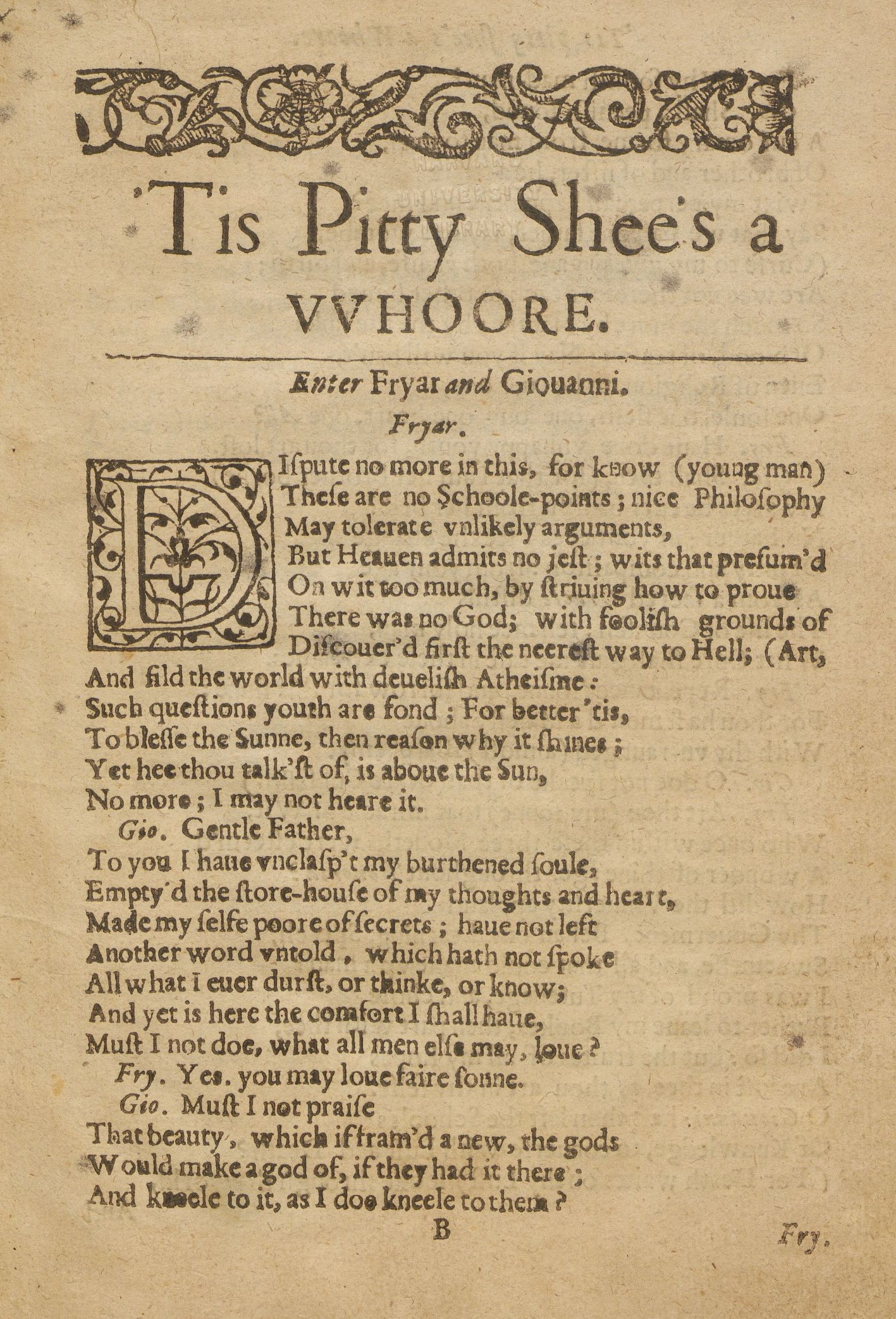
Página de uma edição impressa de 1633

## Recepção
A abordagem aberta da peça sobre o incesto tornou-a uma das obras mais controversas da literatura inglesa. Por esse motivo, foi omitida em uma coletânea de obras de Ford de 1831. Até meados do século XX, críticos condenaram a peça; o assunto os ofendeu, assim como o fracasso de Ford em condenar seu protagonista. Adolphus Ward disse: a peça foi justamente reconhecida como uma tragédia de poder extraordinário".  A partir do século XX, estudiosos e críticos têm demonstrado maior apreciação pelas complexidades e ambiguidades da obra,  embora o tratamento do assunto principal ainda permaneça "perturbador", nas palavras de Michael Billington, porque Ford se recusa "a tolerar ou condenar o incesto: ele simplesmente o apresenta como uma força imparável".

## Influência
Peter Greenaway disse que a peça lhe forneceu o modelo principal para seu filme de 1989 , The Cook, the Thief, His Wife & Her Lover.
Uma música com quase o mesmo nome, "'Tis a Pity She Was a Whore", faz parte do último álbum de estúdio de David Bowie, Blackstar (2016).